# Malwarebytes
Malwarebytes (poprzednio Malwarebytes' Anti-Malware, MBAM) – program przeznaczony dla systemów Microsoft Windows, który służy do odnajdywania i usuwania szkodliwego oprogramowania (malware). Producentem programu jest przedsiębiorstwo Malwarebytes. Pierwszą wersję udostępniono w styczniu 2008. Aplikacja dostępna jest zarówno w wersji darmowej, która umożliwia usuwanie szkodliwego oprogramowania wykrytego podczas ręcznie uruchamianych przeglądów, jak i w wersji płatnej, która dodatkowo oferuje możliwość zaprogramowania skanowania, ochronę w czasie rzeczywistym oraz skaner pamięci przenośnych.
Interfejs programu jest dostępny w 29 językach, w tym w polskiej wersji językowej.